# Jacek Wszoła
Jacek Roman Wszoła (Warschau, 30 december 1956) is een Poolse voormalige atleet, die was gespecialiseerd in het hoogspringen. In de jaren zeventig behoorde hij tot de wereldtop in deze discipline. Hij werd olympisch kampioen, Europees indoorkampioen en meervoudig Pools kampioen. In totaal nam hij tweemaal deel aan de Olympische Spelen en won hierbij twee medailles (goud en zilver). Ook had hij met 2,35 m ruim twee maanden het wereldrecord in handen in deze discipline.
Op 17-jarige leeftijd nam hij deel aan de Europese kampioenschappen van 1974 in Rome. Hij behaalde hierbij met 2,19 m een vijfde plaats en sprong hiermee net zo hoog als de bronzenmedaillewinnaar Vladimir Maly uit de USSR.
Op de Olympische Spelen van 1976 in Montreal baarde hij opzien door in de stromende regen zijn tegenstanders te verslaan en het goud op te eisen. Hiermee versloeg hij ook de Amerikaan Dwight Stones, die in juni dat jaar het wereldrecord verbeterde tot 2,31. Doch Stones viel in de finale uit met een teleurstellende 2,21 m en moest genoegen nemen met een bronzen medaille. Het zilver ging naar de Canadees Greg Joy, die erin slaagde over 2,23 m te sprongen. Jacek Wszoła won het goud door als enige de 2,25 m te bedwingen.
Vier jaar later moest hij op de Spelen van Moskou, ondanks een betere sprong van 2,31 m, genoegen nemen met een zilveren medaille achter de Oost-Duitser Gerd Wessig (goud; 2,36) en voor de Oost-Duitser Jörg Freimuth (brons; 2,31).
Wszoła sprong ook nog in de jaren tachtig. Zijn laatste grote internationale wedstrijd was het EK indoor 1987 in Liévin waar hij met 2,20 m een elfde plaats behaalde. Sinds 1980 behaalde hij geen grote prestaties meer. In 1997 liet hij nog eenmaal van zich spreken door de Europese Indoorkampioenschappen voor veteranen te winnen.

## Titels
- Olympisch kampioen hoogspringen - 1976
- Europees kampioen hoogspringen (indoor) - 1977
- Pools kampioen hoogspringen (outdoor) - 1974, 1975, 1976, 1977, 1978, 1979, 1980, 1982, 1984, 1985, 1988
- Pools kampioen hoogspringen (indoor) - 1976, 1977, 1978, 1979, 1980, 1981, 1984, 1986, 1987
- Europees jeugdkampioen hoogspringen - 1975

## Persoonlijke records
| Onderdeel    | Prestatie      | Datum       | Plaats    |
| ------------ | -------------- | ----------- | --------- |
| hoogspringen | 2,35 m (ex-WR) | 25 mei 1980 | Eberstadt |

## Palmares

### Hoogspringen
- 1974: 5e EK - 2,19 m
- 1975:  EK junioren - 2,22 m
- 1976:  OS - 2,25 m
- 1977:  EK indoor - 2,25 m
- 1977:  Universiade - 2,22 m
- 1977:  Europacup - 2,28 m
- 1978: 7e EK indoor - 2,21 m
- 1978: 6e EK - 2,21 m
- 1980:  EK indoor - 2,29 m
- 1980:  OS - 2,31 m
- 1987: 11e EK indoor - 2,20 m
- 1997:  EK indoor voor veteranen - 2,01 m

1896: Ellery Clark ·
1900: Irving Baxter ·
1904: Samuel Jones ·
1908: Harry Porter ·
1912: Alma Richards ·
1920: Richmond Landon ·
1924: Harold Osborn ·
1928: Robert Wade King ·
1932: Duncan McNaughton ·
1936: Cornelius Johnson ·
1948: John Winter ·
1952: Walter Davis ·
1956: Charles Dumas ·
1960: Robert Sjavlakadze ·
1964: Valeri Broemel ·
1968: Dick Fosbury ·
1972: Jüri Tarmak ·
1976: Jacek Wszoła ·
1980: Gerd Wessig ·
1984: Dietmar Mögenburg ·
1988: Hennadi Avdjejenko ·
1992: Javier Sotomayor ·
1996: Charles Austin ·
2000: Sergej Kljoegin ·
2004: Stefan Holm ·
2008: Andrej Silnov ·
2012: Erik Kynard ·
2016: Derek Drouin ·
2020: Gianmarco Tamberi & Mutaz Essa Barshim ·
2024: Hamish Kerr
- World Athletics: 14347888
- Virtual International Authority File: 311580902